# 安泰 (阿肯色州克雷格黑德縣)
安泰（英語：Aetna）是位於美國阿肯色州克雷格黑德縣的一個非建制地區。該地的面積和人口皆未知。

## 地理
安泰的座標為35°55′47″N 90°33′17″W / 35.92972°N 90.55472°W，而該地的平均海拔高度為81米（即266英尺）。